# دنیل گیسیگر
دنیل گیسیگر (انگلیسی: Daniel Gisiger؛ زادهٔ ۹ اکتبر ۱۹۵۴) دوچرخه‌سوار اهل سوئیس است.